# Liste der Einträge im National Register of Historic Places in North Portland
Die Liste der Einträge im National Register of Historic Places in North Portland (Oregon) führt alle Bauwerke und historischen Stätten in North Portland auf, die in das National Register of Historic Places aufgenommen wurden.

## Auflistung
| [ 2 ] | Name                                   | Bild                                   | Eintragsdatum                 | Lage                                                                                              | Ort | Beschreibung |
| ----- | -------------------------------------- | -------------------------------------- | ----------------------------- | ------------------------------------------------------------------------------------------------- | --- | --- |
| 1     | Broadway Bridge                        | weitere Bilder                         | 14. Nov. 2012 ID-Nr. 12000930 | über dem Willamette River bei Strommeile 11,7 45° 31′ 54,5″ N, 122° 40′ 26″ W                     |     | Klappbrücke (Rall-type) über dem Willamette River, erbaut 1913                                                                                             |
| 2     | Henry C. and Wilhelmina Bruening House | Henry C. and Wilhelmina Bruening House | 27. Nov. 2004 ID-Nr. 04001264 | 5919 N Williams Avenue 45° 33′ 57,5″ N, 122° 40′ 1,8″ W                                           |     | |
| 3     | Paul Bunyan Statue                     | weitere Bilder                         | 28. Jan. 2009 ID-Nr. 08001393 | Ecke N Denver Avenue und N Interstate Avenue 45° 35′ 1,8″ N, 122° 41′ 11,7″ W                     |     | Erbaut 1959 und im Rahmen des 100. Jahrestages des Staates Oregon errichtet. Die 9,4 Meter hohe Skulptur zeigt Paul Bunyan, einem legendäreren Holzfäller. |
| 4     | David Cole House                       | David Cole House                       | 6. Aug. 1980 ID-Nr. 80003361  | 1441 N McClellan Street 45° 34′ 59,9″ N, 122° 40′ 56,4″ W                                         |     | |
| 5     | Charles Crook House                    | Charles Crook House                    | 21. Feb. 1997 ID-Nr. 97000130 | 6127 N Williams Avenue 45° 34′ 2,3″ N, 122° 40′ 1,7″ W                                            |     | |
| 6     | Davis Block                            | weitere Bilder                         | 18. März 1999 ID-Nr. 99000360 | 801–813 N Russell Street 45° 32′ 28,1″ N, 122° 40′ 29,5″ W                                        |     | |
| 7     | Elliott House                          | Elliott House                          | 21. Sep. 2005 ID-Nr. 05001058 | 2022 N Willamette Boulevard 45° 33′ 42,2″ N, 122° 41′ 16,8″ W                                     |     | |
| 8     | Hryszko Brothers Building              | weitere Bilder                         | 31. Juli 1998 ID-Nr. 98000950 | 836 N Russell Street 45° 32′ 26,9″ N, 122° 40′ 31,6″ W                                            |     | |
| 9     | Jean (steamboat)                       | weitere Bilder                         | 8. Aug. 1989 ID-Nr. 89001001  | North Portland Harbor 45° 36′ 31,2″ N, 122° 41′ 19″ W                                             |     | |
| 10    | Peter Jeppesen House                   | Peter Jeppesen House                   | 10. Sep. 1987 ID-Nr. 87001535 | 4107 N Albina Avenue 45° 33′ 12,7″ N, 122° 40′ 29,2″ W                                            |     | |
| 11    | Kenton Commercial Historic District    | weitere Bilder                         | 3. Sep. 2001 ID-Nr. 01000934  | Entlag N Denver Avenue, von N Willis Street nach N Watts Street 45° 34′ 56,6″ N, 122° 41′ 12,8″ W |     | |
| 12    | Kenton Hotel                           | weitere Bilder                         | 16. Okt. 1990 ID-Nr. 90001522 | 8303–8319 N Denver Avenue 45° 35′ 0″ N, 122° 41′ 14″ W                                            |     | |
| 13    | Memorial Coliseum                      | weitere Bilder                         | 10. Sep. 2009 ID-Nr. 09000707 | 1401 N Wheeler Avenue 45° 31′ 56″ N, 122° 40′ 10″ W                                               |     | |
| 14    | John Mock House                        | John Mock House                        | 15. Feb. 1980 ID-Nr. 80003370 | 4333 N Willamette Boulevard 45° 34′ 32,2″ N, 122° 42′ 43,3″ W                                     |     | |
| 15    | Mount Hood Masonic Temple              | Mount Hood Masonic Temple              | 29. Mai 2008 ID-Nr. 08000473  | 5308 N Commercial Avenue 45° 33′ 42,7″ N, 122° 40′ 14,9″ W                                        |     | |
| 16    | John Palmer House                      | weitere Bilder                         | 8. März 1978 ID-Nr. 78002320  | 4314 N Mississippi Avenue 45° 33′ 17,7″ N, 122° 40′ 30,6″ W                                       |     | |
| 17    | Thomas M. and Alla M. Paterson House   | Thomas M. and Alla M. Paterson House   | 5. März 1998 ID-Nr. 98000202  | 7807 N Denver Avenue 45° 34′ 46,9″ N, 122° 41′ 14,1″ W                                            |     | |
| 18    | Portland Van and Storage Building      | weitere Bilder                         | 22. Feb. 1996 ID-Nr. 96000125 | 407 N Broadway 45° 32′ 2,5″ N, 122° 40′ 14,9″ W                                                   |     | |
| 19    | PT-658 (motor torpedo boat)            | weitere Bilder                         | 4. Sep. 2012 ID-Nr. 12000602  | 6735 Basin Avenue 45° 34′ 10,9″ N, 122° 43′ 11,3″ W                                               |     | |
| 20    | Rinehart Building                      | Rinehart Building                      | 24. Dez. 2013 ID-Nr. 13000982 | 3037–3041 N Williams Avenue 45° 32′ 42,7″ N, 122° 40′ 0,8″ W                                      |     | |
| 21    | St. Johns Signal Tower Gas Station     | St. Johns Signal Tower Gas Station     | 21. Nov. 2003 ID-Nr. 03001186 | 8302 N Lombard Street 45° 35′ 21,1″ N, 122° 45′ 8,2″ W                                            |     | |
| 22    | Smithson and McKay Brothers Blocks     | weitere Bilder                         | 10. Aug. 1979 ID-Nr. 79002140 | 921–949 N Russell Street 45° 32′ 28,3″ N, 122° 40′ 36″ W                                          |     | |
| 23    | Frederick Torgler Building             | weitere Bilder                         | 18. März 1999 ID-Nr. 99000357 | 816–820 N Russell Street 45° 32′ 27″ N, 122° 40′ 30″ W                                            |     | |
| 24    | U.S. Post Office – St. Johns Station   | weitere Bilder                         | 4. März 1985 ID-Nr. 85000543  | 8720 N Ivanhoe Street 45° 35′ 25,2″ N, 122° 45′ 23,8″ W                                           |     | Erbaut während der Depression im Stil Georgian mit Elementen des Colonial-Revival-Architektur, Architekt: Francis Marion Stokes.                           |
| 25    | USS LCI-713 (Landing Craft)            | USS LCI-713 (Landing Craft)            | 12. Apr. 2007 ID-Nr. 07000300 | 1401 N Hayden Island Drive 45° 36′ 56,3″ N, 122° 40′ 44,7″ W                                      |     | |
| 26    | Vancouver Avenue First Baptist Church  | Vancouver Avenue First Baptist Church  | 6. Sep. 2016 ID-Nr. 16000604  | 3138 N Vancouver Avenue 45° 32′ 45″ N, 122° 40′ 3,7″ W                                            |     | |
| 27    | Vancouver–Portland Bridge              | weitere Bilder                         | 16. Juli 1982 ID-Nr. 82004205 | Über dem Columbia River (Interstate 5 northbound) 45° 37′ 4,5″ N, 122° 40′ 30,5″ W                |     | Historic Bridges and Tunnels in Washington TR |
| 28    | Villa St. Rose                         | Villa St. Rose                         | 22. Nov. 2000 ID-Nr. 00001427 | 597 N Dekum Street 45° 34′ 19,3″ N, 122° 40′ 22,3″ W                                              |     | |
| 29    | West Coast Woods Model Home            | West Coast Woods Model Home            | 14. Sep. 2002 ID-Nr. 02000969 | 7211 N Fowler Avenue 45° 34′ 31,5″ N, 122° 42′ 25,8″ W                                            |     | |
| 30    | West Hall                              | weitere Bilder                         | 22. Sep. 1977 ID-Nr. 77001114 | 5000 N Willamette Boulevard 45° 34′ 18,5″ N, 122° 43′ 28,1″ W                                     |     | |
| 31    | Wilson–Chambers Mortuary               | Wilson–Chambers Mortuary               | 5. Apr. 2007 ID-Nr. 07000263  | 430 N Killingsworth Street 45° 33′ 44,8″ N, 122° 40′ 14,9″ W                                      |     | |
| 32    | John Yeon Speculative House            | John Yeon Speculative House            | 1. Aug. 2007 ID-Nr. 07000771  | 3922 N Lombard Street 45° 34′ 37″ N, 122° 42′ 27,2″ W                                             |     | Architekt: John Yeon |